# 蒙克拉尔 (阿韦龙省)
蒙克拉尔（法語：Montclar，法語發音：[mɔ̃klaʁ] ⓘ）是法国阿韦龙省的一个市镇，属于米约区。

## 地理
蒙克拉尔（43°58'3"N, 2°38'47"E）面积12.8 平方千米，位于法国奧克西塔尼大區阿韦龙省，该省份为法国南部内陆省份，位于法國中央高原南部，北起顺时针与康塔爾省、洛泽尔省、加尔省、埃罗省、塔恩省、塔恩-加龙省和洛特省接壤。
与蒙克拉尔接壤的市镇（或旧市镇、城区）包括：布拉斯克、布鲁斯堡、科纳克、库皮亚克、马尔特兰、圣伊宰尔、圣瑞埃里。

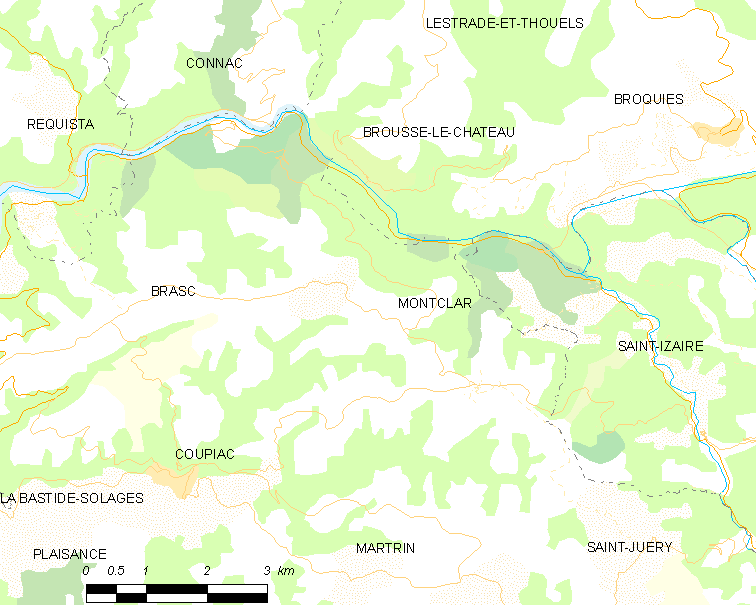
的OSM定位图

蒙克拉尔的时区为UTC+01:00、UTC+02:00（夏令时）。

## 行政
蒙克拉尔的邮政编码为12550，INSEE市镇编码为12149。

## 政治
蒙克拉尔所属的省级选区为科斯-鲁日耶县。

## 人口

1962-2008年间人口变化图示

蒙克拉尔于2022年1月1日时的人口数量为140人。